# Parachondrostoma toxostoma
Parachondrostoma toxostoma  o madrilla és una espècie de peix cipriniforme de la família dels ciprínids.